# Anatomia 2
Anatomia 2 (niem. Anatomie 2) – niemiecki horror z 2003 roku w reżyserii Stefana Ruzowitzky’ego. Sequel powstałego trzy lata wcześniej horroru Anatomia, także zrealizowanego przez Ruzowitzky’ego. Zdjęcia kręcono w Berlinie. Premiera filmu miała miejsce 6 lutego 2003 roku.

## Fabuła
Jo Hauser przyjeżdża do Berlina. Jest świeżo upieczonym absolwentem medycyny, mimo że jest również bardzo ambitny, prowadzi ubogie życie. Po przybyciu do niemieckiego miasta rozpoczyna pracę w renomowanej klinice i realizuje swoje marzenia, związane z karierą naukową. Rozpoczynając pracę, ma nadzieję, że uda mu się wynaleźć lekarstwo na rzadką chorobę mięśni, na którą choruje jego brat. Pewnego dnia zostaje poproszony o wykonanie bez pozwolenia operacji na córce kolegi. Z początku nie zgadza się, lecz widząc, jak ciężki jest stan dziewczynki, postanawia zaryzykować. Na szczęście operacja kończy się powodzeniem. Na sukces młodego lekarza zwraca uwagę słynny profesor Müller-LaRousse. Zaprasza młodzieńca na cotygodniowe spotkania naukowe. Po dostaniu się do grupy profesora Joe odkrywa tajemnice lekarzy. 

## Obsada
- Herbert Knaup – prof. Müller-LaRousse
- Barnaby Metschurat – Joachim „Jo” Hauser
- Roman Knižka – Hagen
- Heike Makatsch – Viktoria
- Frank Giering – Sven
- Wotan Wilke Möhring – Gregor